# Iana Sânziana
Zână din mitologia românească folclorică, sora Soarelui, iubită de el, de care ea fuge, temându-se de săvârșirea incestului.

## Versiuni ale mitului
Iana Sânziana locuiește "în prundul mării" (sau în "ostrovul mării"), La Mânăstirea Albă (identificată ipotetic cu un templu apollinic din insula pontică Leuke), zidită pentru ea, ca dar de nuntă, de Sfântul Soare, care a căutat-o îndelungat prin lună și prin stele. 
În altă variantă, într-o epocă arhaică, Soarele era un împărat terestru cu capul de aur, iar sora sa - o fată cu cap de argint; nunta plănuită e împiedicată de răpirea fetei (intr-o variantă de Dumnezeu - dar cu alură de zeu păgân) și metamorfozarea ei în Lună, apoi situarea ei într-o poziție de unde Soarele n-o mai poate zări.

## Etimologie. Confuzii
Prin consonanță onomastică, Iana Sânziana e uneori confundată cu Ileana Cosânzeana, însă ambele zîne sunt structural diferite: Cosânzeana este o divinitate htonică, o Flora (etim. cosângeana), iar Sânziana e o zeiță astrală, o Selene (etim. Sancta Diana).
Unii au identificat-o pe Iana Sânziana cu zeița traco-dacică Bendis (ea însăși identificată cu Diana). Mircea Eliade demonstrează interesant ca Sancta Diana de la Sarmizegetusa a devenit Sânziana, așa cum dianatici (cei posedați de Diana) a dat în limba română zănatici.